# Liste der Biografien/Witb
Liste der Biografien |
Portal Biografien |
Personensuche
# |
A |
B |
C |
D |
E |
F |
G |
H |
I |
J |
K |
L |
M |
N |
O |
P |
Q |
R |
S |
T |
U |
V |
W |
X |
Y |
Z |
?
 
Wa |
Wc |
Wd |
We |
Wh |
Wi |
Wj |
Wl |
Wn |
Wo |
Wr |
Ws |
Wt |
Wu |
Ww |
Wy |
Wz
 
Wia |
Wib |
Wic |
Wid |
Wie |
Wif |
Wig |
Wih |
Wii |
Wij |
Wik |
Wil |
Wim |
Win |
Wio |
Wip |
Wir |
Wis |
Wit |
Wiv |
Wiw |
Wix |
Wiz
 
Vorlage:Liste der Biografien/Wit
Die Liste der Biografien führt alle Personen auf, die in der deutschsprachigen Wikipedia einen Artikel haben. Dieses ist eine Teilliste mit 10 Einträgen von Personen, deren Namen mit den Buchstaben „Witb“ beginnt.

## Witb

### Witbe
- Witberg, Alexander Lawrentjewitsch (1787–1855), russischer neoklassizistischer Architekt und Maler schwedischer Abstammung

### Witbo
- Witbooi, David (1871–1955), Nama-Kaptein im heutigen Namibia
- Witbooi, Hendrik († 1905), Nama-KapteinHendrik Witbooi († 1905)

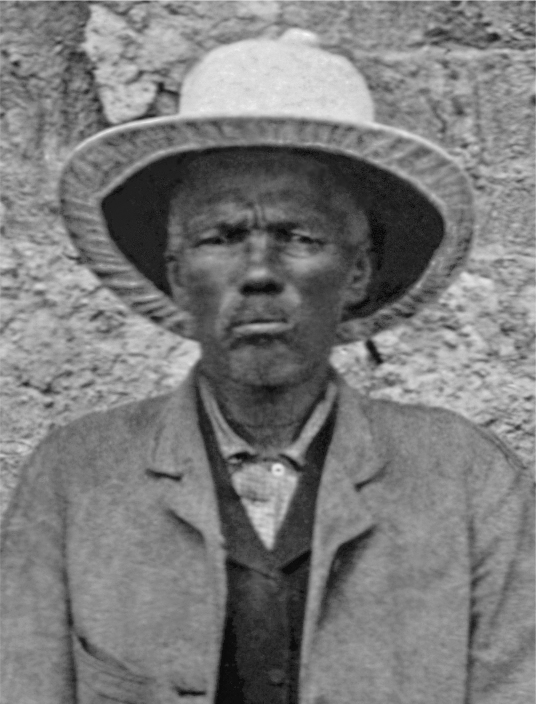
Hendrik Witbooi († 1905)

- Witbooi, Hendrik (1934–2009), namibischer Politiker (SWAPO); Vizepremierminister Namibias; Nama-Kaptein
- Witbooi, Hendrik Samuel (1906–1978), namibischer Freiheitskämpfer und Nama-Kaptein
- Witbooi, Isaak (1865–1928), Nama-Kaptein
- Witbooi, Kido († 1875), namibischer traditioneller Führer
- Witbooi, Lucia (* 1961), namibische Politikerin (SWAPO)
- Witbooi, Moses († 1888), Nama-Kaptein

### Witbu
- Witburga († 743), ostanglische Äbtissin, Heilige und Prinzessin